# Challenger of Dallas 2009
Il Challenger of Dallas 2009 è stato un torneo professionistico di tennis maschile giocato sul cemento indoor, che faceva parte dell'ATP Challenger Tour 2009. Si è giocato a Dallas negli USA dal 2 al 7 febbraio 2009.

## Partecipanti

### Teste di serie
| Nazionalità | Giocatore     | Ranking* | Testa di serie |
| ----------- | ------------- | -------- | -------------- |
| Stati Uniti | Kevin Kim     | 112      | 1              |
| Stati Uniti | Amer Delić    | 127      | 2              |
| Stati Uniti | Jesse Levine  | 130      | 3              |
| Stati Uniti | Donald Young  | 133      | 4              |
| Stati Uniti | Brendan Evans | 156      | 5              |
| Brasile     | Ricardo Mello | 163      | 6              |
| Stati Uniti | Rajeev Ram    | 202      | 7              |
| Stati Uniti | Ryan Sweeting | 206      | 8              |

- Ranking al 19 gennaio 2009.

### Altri partecipanti
Giocatori che hanno ricevuto una wild card:
- Chase Buchanan
- Amer Delić
- Alexander Domijan
- Donald Young

Giocatori passati dalle qualificazioni:
- Tobias Clemens
- Luís Manuel Flores
- Cecil Mamiit
- Scott Oudsema

## Campioni

### Singolare
Ryan Sweeting ha battuto in finale  Brendan Evans con il punteggio di 6–4, 6–3

### Doppio
Prakash Amritraj /  Rajeev Ram hanno battuto in finale  Patrick Briaud /  Jason Marshall, 6–3, 4–6, 10–8